# 밀마루 전망대
밀마루 전망대(영어: Milmaru Observatory) 또는 밀마루 전망타워(영어: Milmaru Observatory Tower)는 세종특별자치시를 도움3로 58에 위치한 높이 42m의 전망대이다. 밀마루는 낮은 산등성이를 의미하며 전망대가 위치한 구 연기군 남면 종촌리의 옛 지명이다. 2009년 3월 27일 개관하였다. 단체 관람객은 행정중심복합도시건설청에 사전 예약하여야 한다.

## 역사
2007년에 착공하였고 2009년 3월 12일에 설치하고 3월 27일에 개관하였다. 이후 일반에 개방한다. 2012년 세종특별자치시가 출범되었다. 2013년 밀마루전망대가 새 단장하면 새 모습으로 보인다. 이후 새 단장하고 개방했다. 2014년 명절인 설날 연휴 당시 방문이 급증했다.

## 높이
높이 42m이고 해발 높이 98m다. 완공 당시 세종특별자치시에서 가장 높은 탑이 되었다. 현재 세종특별자치시에서 가장 높은 탑이다. 밀마루 전망대가 있다.

## 특징
전망대와 전망쉼터가 있다. 전망대에 들어가고 싶으면 밀마루 전망대에 들어가서 외부 관찰이 가능한 개방형 엘리베이터에 타야 한다. 1층에 엘리베이터가 있고 9층에 전망대가 있다. 조망하고 싶으면 올라가야 한다. 세종시의 관광명소 중 하나다. 세종시하면 떠오르는 탑이다.

## 내부 시설
지하에는 전시관이 있고 지상에는 엘리베이터와 전망대가 있다.
| 층수     | 시설       |
| -------- | ---------- |
| 9층      | 전망대     |
| 1층      | 엘리베이터 |
| 지하 1층 | 전시관     |

## 같이 보기
- 세종특별자치시의 마천루 목록